# Sh2-205
Sh2-205 est une nébuleuse diffuse, visible à la frontière entre les constellations de Persée et de la Girafe.
Sur les photos à longue exposition, elle apparaît comme une nébuleuse ténue allongée dans une direction nord-sud, sur un champ d'étoiles obscurci en plusieurs points en raison de la présence d'un système de gaz et de poussières non éclairés. Elle est située sur le bord sud-est d'une région fortement obscurcie de la Voie lactée, clairement visible même à l'œil nu comme une interruption de la traînée lumineuse qui continue de Cassiopée vers la constellation du Cocher.
Le nuage a une forme irrégulière et plutôt allongée, avec des parties plus brillantes dans le secteur nord, où se trouve un majeur densément lumineux, et à l'extrémité sud, en correspondance avec une région riche en étoiles blanches et bleues. L'étoile que l'on pense principalement responsable de son illumination, HD 24431, une géante bleue de classe spectrale O9III et d'une magnitude de 6,91. Sur le bord oriental de la nébuleuse, on peut également observer le nuage Sh2-206, qui appartient cependant au bras de Persée, tandis que Sh2-205, ayant une distance d'un peu moins de 3 000 années-lumière, se trouverait sur le bord extérieur du bras d'Orion et apparaît en relation avec l'association OB Cam OB1.